# Pierre-Roger de Mirepoix
Pour les articles homonymes, voir Mirepoix.
Pierre-Roger IX de Mirepoix le jeune (1194?-1284?), fils de Pierre-Roger de Mirepoix (?-1209) et de Marquésia (sans doute issue de la famille des seigneurs de Lanta) est seigneur de Mirepoix dans l'Ariège, vassal pour ses terres du Comté de Foix.

## Biographie
Il est surtout connu pour son rôle dans le siège du château de Montségur.
On lui connaît deux frères, Esqieu et Isarn et une sœur, Serena. Il eut un premier mariage qui s'acheva lors du décès d'Aude (famille inconnue) en couche. On lui connaît deux fils : un bâtard nommé Roqueferre (qu'on retrouve dans les hommes de troupes de Montségur), et Esquieu, né à Montségur de sa deuxième épouse Philippa.
Prenant une part active à la résistance contre la croisade albigeoise aux côtés des Cathares, bien que resté chrétien, il est dépossédé de ses terres lors du traité de Paris au profit du maréchal Guy de Lévis en 1229. Il devient alors un des chevaliers faydits les plus actifs.
En 1234, il rejoint son cousin Raymond de Péreille au château de Montségur. Guerrier chevronné, il va remodeler pendant plusieurs années la structure défensive de la forteresse, puis de l'organisation des soldats. En 1235, il épouse Philippa de Péreille, fille de son cousin, afin d'officialiser son emprise sur le château et sa garnison, ce qui pouvait irriter certains des autres nobles de la place forte. On sait néanmoins que durant tout le siège, c'est bien lui qui dirigera de facto la citadelle.
Le 28 mai 1242, c'est sur ses ordres qu'une petite troupe de chevaliers faydits et de sergents, partent massacrer Guillaume Arnaud et sa troupe d'inquisiteurs à Avignonet (la légende raconte qu'il aurait demandé la tête de ce dernier pour s'en faire une coupe et qu'on lui aurait, au retour de l'expédition, répondu qu'elle était brisée).
En janvier 1244, il reçoit avec Raymond de Péreille l'ingénieur Bertrand de la Bacalaria envoyé par comte de Toulouse Raymond VII qui construira une machine de jets à contrepoids pour contrer celle des croisés.
Durant tout le siège de Montségur, il assure le ravitaillement du castrum avec ses propres troupes.
Le 2 mars 1244, il va négocier les termes de la reddition en compagnie de son cousin et seigneur officiel Raymond de Péreille auprès des croisés (notamment du maréchal Guy de Lévis qui deviendra également seigneur du château après la reddition). Il parvient néanmoins à obtenir, chose assez incroyable pour l'époque, l'amnistie générale pour les membres du commando du 28 mai. Il obtient également 15 jours de trêve pour les assiégés, afin de mettre leurs affaires en ordre, notamment la mise en sécurité du « trésor » de Montségur. À la suite du bûcher du 16 mars 1244, il disparaît quasiment dans la nature et fera peu parler de lui. Il est présenté comme châtelain de Lordat en 1272 mais étant donné son âge, il pourrait bien s'agir d'un homonyme.

## Polémiques
- Ses dates de vie sont assez incertaines et il y a débat entre les chroniqueurs de l'époque. On peut néanmoins attester qu'il naquit au plus tard en 1202 et mourut au plus tôt en 1256 (cf. fonds inquisitoriaux Douat).
- On ignore s'il fut ou non croyant cathare. Dans les procès-verbaux de Montségur, certains affirment l'avoir vu assister aux prêches et y adorer les parfaits comme l'évêque Marty, d'autres jurent qu'il n'y venait jamais.
- S'il fut bien le défendeur de Montségur à plein temps dès 1234, il est attesté par la sénéchaussée comme ayant mené une troupe de routiers qui s'attaquait aux pèlerins montant à Montségur entre 1229 et 1232.
- De même, on sait par les témoignages des survivants de Montségur, qu'il n'hésitait pas à employer la manière forte pour approvisionner le château.

## Sources
- L'Épopée cathare, Michel Roquebert, Perrin-Privat 2001.
- Le dossier de Montségur, traduction intégrale par Jean Duvernoy des actes inquisitoriaux de Montségur (1237-1255), Éd. Le Pérégrinateur, Toulouse 1998.
- Chroniques de Guilhem de Pélisson, traduction de Jean Duvernoy, Ousset 1958.